# Llista de monuments de Sineu
Llista de monuments de Sineu catalogats pel consell insular de Mallorca com a Béns d'Interès Cultural en la categoria de monuments pel seu interès històric, artístic, arquitectònic, arqueològic, històric-industrial, etnològic, social, científic o tècnic.
| Monument                                                                | Tipus                | Localització | Coordenades                                          | Codi?         | Imatge |
| ----------------------------------------------------------------------- | -------------------- | ------------ | ---------------------------------------------------- | ------------- | --- |
| Església parroquial de Santa Maria                                      | Edif. religiosos     | Sineu        | 39° 38′ 35″ N, 3° 00′ 38″ E / 39.643090°N,3.010676°E | RI-51-0010566 | Església parroquial de Santa Maria (Sineu) · Vegeu més fotos d'aquest monument · Carregueu una nova foto d'aquest monument |
| Església i Convent de Jesús Maria, antic Convent dels Mínims            | Edif. religiosos     | Sineu        | 39° 38′ 39″ N, 3° 00′ 39″ E / 39.644253°N,3.010722°E | RI-51-0011249 | Església i Convent de Jesús Maria (Sineu) · Vegeu més fotos d'aquest monument · Carregueu una nova foto d'aquest monument  |
| Palau Reial                                                             | Arq. defensiva       | Sineu        | 39° 38′ 30″ N, 3° 00′ 33″ E / 39.6417°N,3.00917°E    | RI-51-0008512 | Palau Reial (Sineu) · Vegeu més fotos d'aquest monument · Carregueu una nova foto d'aquest monument                        |
| Defla                                                                   | Arq. defensiva       | Sineu        | 39° 23′ 06″ N, 3° 00′ 51″ E / 39.38513°N,3.01406°E   | RI-51-0008513 | Carregueu una nova foto d'aquest monument                                                                                  |
| Roqueta                                                                 | Arq. defensiva       | Sineu        |                                                      | RI-51-0008514 | Carregueu una nova foto d'aquest monument                                                                                  |
| Sa Bastida                                                              | Arq. defensiva       | Sineu        | 39° 36′ 45″ N, 3° 02′ 49″ E / 39.612509°N,3.047053°E | RI-51-0008515 | Sa Bastida (Sineu) · Modifica el valor a Wikidata · Carregueu una nova foto d'aquest monument                              |
| Son Joan Arnau                                                          | Arq. defensiva       | Sineu        | 39° 37′ 38″ N, 2° 58′ 46″ E / 39.627113°N,2.979446°E | RI-51-0008516 | Carregueu una nova foto d'aquest monument                                                                                  |
| Cova des Pou d'en Banys / es Camí / Son Pere                            | Monument arqueològic | Sineu        | 39° 39′ 31″ N, 2° 59′ 39″ E / 39.658525°N,2.994230°E | RI-51-0002928 | Carregueu una nova foto d'aquest monument                                                                                  |
| Cova des Pujol                                                          | Monument arqueològic | Sineu        |                                                      | RI-51-0002930 | Carregueu una nova foto d'aquest monument                                                                                  |
| Talaiot de sa Ritxola / es Bernardins                                   | Monument arqueològic | Sineu        | 39° 39′ 25″ N, 2° 59′ 10″ E / 39.656840°N,2.986090°E | RI-51-0002931 | Carregueu una nova foto d'aquest monument                                                                                  |
| Restes prehistòriques de sa Ritxola de Baix                             | Monument arqueològic | Sineu        |                                                      | RI-51-0002932 | Carregueu una nova foto d'aquest monument                                                                                  |
| Restes prehistòriques de sa Ritxola de Dalt / es Pous                   | Monument arqueològic | Sineu        |                                                      | RI-51-0002933 | Carregueu una nova foto d'aquest monument                                                                                  |
| Habitació prehistòrica de sa Ritxoleta de Dalt / Sementer de Son Estela | Monument arqueològic | Sineu        | 39° 39′ 44″ N, 2° 59′ 18″ E / 39.662255°N,2.988424°E | RI-51-0002934 | Carregueu una nova foto d'aquest monument                                                                                  |
| Necròpoli des Serral des Moro / Son Tei / Son Teiet                     | Monument arqueològic | Sineu        | 39° 37′ 26″ N, 3° 03′ 01″ E / 39.623870°N,3.050299°E | RI-51-0002935 | Carregueu una nova foto d'aquest monument                                                                                  |
| Resta prehistòrica de Son Candeler                                      | Monument arqueològic | Sineu        | 39° 39′ 06″ N, 3° 00′ 20″ E / 39.651632°N,3.005560°E | RI-51-0002936 | Carregueu una nova foto d'aquest monument                                                                                  |
| Restes prehistòriques de Son Cloques / es Puig de sa Partió             | Monument arqueològic | Sineu        | 39° 39′ 36″ N, 3° 02′ 11″ E / 39.659916°N,3.036453°E | RI-51-0002937 | Carregueu una nova foto d'aquest monument                                                                                  |
| Cova de Son Costa                                                       | Monument arqueològic | Sineu        | 39° 38′ 24″ N, 2° 59′ 34″ E / 39.639919°N,2.992856°E | RI-51-0002938 | Carregueu una nova foto d'aquest monument                                                                                  |
| Son Pere / Son Creixell                                                 | Monument arqueològic | Sineu        | 39° 39′ 49″ N, 2° 59′ 35″ E / 39.663607°N,2.993087°E | RI-51-0002939 | Carregueu una nova foto d'aquest monument                                                                                  |
| Necròpoli de Son Estela / Cova de sa Mina                               | Monument arqueològic | Sineu        | 39° 39′ 44″ N, 2° 59′ 25″ E / 39.662183°N,2.990289°E | RI-51-0002940 | Carregueu una nova foto d'aquest monument                                                                                  |
| Conjunt prehistòric de Son Ferragut / Rotes des Moro / Son Moixeta      | Monument arqueològic | Sineu        | 39° 38′ 43″ N, 3° 03′ 24″ E / 39.645221°N,3.056597°E | RI-51-0002941 | Carregueu una nova foto d'aquest monument                                                                                  |
| Conjunt prehistòric de Son Ferragut / la Pleta                          | Monument arqueològic | Sineu        |                                                      | RI-51-0002942 | Carregueu una nova foto d'aquest monument                                                                                  |
| Turó fortificat de Son Ferragut / Puig Morter                           | Monument arqueològic | Sineu        | 39° 38′ 58″ N, 3° 03′ 17″ E / 39.649367°N,3.054852°E | RI-51-0002943 | Carregueu una nova foto d'aquest monument                                                                                  |
| Cova de Son Mas / Cova de ses Ànneres                                   | Monument arqueològic | Sineu        |                                                      | RI-51-0002944 | Carregueu una nova foto d'aquest monument                                                                                  |
| Conjunt prehistòric de Son Moixeta                                      | Monument arqueològic | Sineu        | 39° 39′ 00″ N, 3° 03′ 30″ E / 39.649889°N,3.058357°E | RI-51-0002945 | Carregueu una nova foto d'aquest monument                                                                                  |
| Son Pere / Sementer des Clapers                                         | Monument arqueològic | Sineu        | 39° 39′ 38″ N, 2° 59′ 58″ E / 39.660454°N,2.999487°E | RI-51-0002946 | Carregueu una nova foto d'aquest monument                                                                                  |
| Restes prehistòriques de Son Rabassa / sa Talaia                        | Monument arqueològic | Sineu        | 39° 39′ 16″ N, 3° 04′ 20″ E / 39.654313°N,3.072236°E | RI-51-0002947 | Carregueu una nova foto d'aquest monument                                                                                  |
| Conjunt prehistòric de Son Rossinyol / es Velar                         | Monument arqueològic | Sineu        | 39° 40′ 03″ N, 3° 00′ 15″ E / 39.667455°N,3.004267°E | RI-51-0002948 | Carregueu una nova foto d'aquest monument                                                                                  |
| Cova de Son Rossinyol / Comellar Fondo                                  | Monument arqueològic | Sineu        |                                                      | RI-51-0002949 | Carregueu una nova foto d'aquest monument                                                                                  |
| Conjunt prehistòric de les Cases de Son Vanrell                         | Monument arqueològic | Sineu        | 39° 39′ 29″ N, 3° 01′ 31″ E / 39.657937°N,3.025156°E | RI-51-0002950 | Carregueu una nova foto d'aquest monument                                                                                  |
| Habitació prehistòrica de Can Font de sa Torre / sa Pleta / s'Alzinar   | Monument arqueològic | Sineu        | 39° 39′ 17″ N, 3° 01′ 08″ E / 39.654785°N,3.018954°E | RI-51-0002951 | Carregueu una nova foto d'aquest monument                                                                                  |
| Talaiot de sa Torre de Montornes / Camí de Son Alcaines                 | Monument arqueològic | Sineu        | 39° 37′ 50″ N, 3° 03′ 51″ E / 39.630441°N,3.064054°E | RI-51-0002952 | Carregueu una nova foto d'aquest monument                                                                                  |
| Talaiot de sa Torre de Montornes / Puig de sa Creu                      | Monument arqueològic | Sineu        | 39° 37′ 29″ N, 3° 03′ 39″ E / 39.624586°N,3.060775°E | RI-51-0002953 | Talaiot de sa Torre de Montornes / Puig de sa Creu (Sineu) · Carregueu una nova foto d'aquest monument                     |